# Schefflera hemiepiphytica
Schefflera hemiepiphytica là một loài thực vật có hoa trong Họ Cuồng cuồng. Loài này được (Grushv. & Skvortsova) C.B.Shang miêu tả khoa học đầu tiên năm 1984.